# Rozdilna
Rozdilna (em ucraniano:  Розді́льна) é uma cidade da Ucrânia, situada no Oblast de Odessa. Tem 7,2 km² de área e sua população em 2020 foi estimada em 17.751 habitantes.